# Stemma dell'Artsakh
Lo stemma dell'Artsakh è stato adottato il 17 novembre 1992 dal Consiglio Supremo dell'autoproclamata repubblica, allora chiamata Nagorno Karabakh.

## Descrizione
Lo stemma raffigura un'aquila con le ali spiegate verso l'alto con i raggi del sole che emergono da essa. L'aquila è sormontata da una corona della Dinastia artasside. Al centro, su uno scudo, è raffigurato il celebre monumento "Siamo le nostre montagne", considerato il simbolo della nazione. Sullo sfondo appare la bandiera nazionale (sotto) ed il monte Metz Kirs (sopra). Sotto, gli artigli dell'aquila vi sono un grappolo d'uva, gelsi e spighe di grano. Sulla parte più alta dello stemma nazionale vi è una scritta in armeno orientale che recita Lernayin Gharabaghi Artsakh Hanrapetoutioun (ossia "Repubblica del montagnoso Karabakh - Artsakh").
L'autore dello stemma è Lavrent Ghalayan.